# 平克希爾鎮區 (北卡羅萊納州勒諾縣)
平克希爾鎮區（英語：Pink Hill Township）是位於美國北卡羅萊納州勒諾縣的一個鎮區。

## 地方資料
平克希爾鎮區的面積為94.79平方千米，皆為陸地。根據2020年美國人口普查的數據，當地共有人口3376人，而人口密度為每平方千米35.62人。